# 特爾利舒阿鄉
47°23′N 24°11′E / 47.383°N 24.183°E
特爾利舒阿鄉（羅馬尼亞語：Comuna Târlișua, Bistrița-Năsăud），是羅馬尼亞的鄉份，位於該國西北部，由比斯特里察-訥瑟烏德縣負責管轄，面積161平方公里，海拔高度368米，2007年人口3,643，人口密度每平方公里23人。